# 小行星5839
小行星5839（5839 GOI）是一颗绕太阳运转的小行星，为主小行星带小行星。该小行星于1974年9月21日发现。

## 轨道参数
小行星5839的轨道半长轴为2.7588696 UA，离心率为0.086。